# Subdivisions d'Ingouchie
La République d'Ingouchie est divisée en 4 raïons et 3 cités.

## Raïons
1. Djaïrakhski
2. Malgobekski
3. Nazranovski
4. Sounjenski

## Cités
1. Magas
2. Malgobek
3. Nazran